# Ginger Snaps 2: Los Malditos
Ginger Snaps 2: Unleashed (titulada: Feroz 2 en Hispanoamérica) es una película estadounidense de terror del año 2003: protagonizada por Katharine Isabelle y Emily Perkins, es la segunda parte de Ginger Snaps.

## Argumento
Tras una dosis muy elevada del veneno que la protege de convertirse en hombre lobo, Brigitte es encerrada en una clínica de rehabilitación para drogadictos.
Sin las dosis su transformación empieza a acelerarse. Todo empeora cuando además será perseguida por el fantasma de su hermana y por otro licántropo (Jason McCardy, de la primera película.)